# Dipartimento delle Informazioni per la Sicurezza

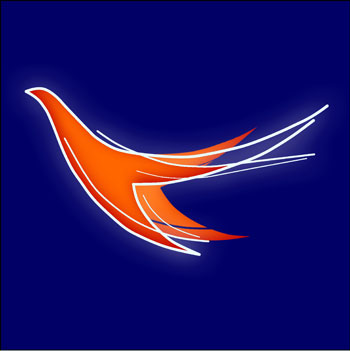
Logo „Nachrichtendienstliches Sicherheitssystem der Republik“

Das Dipartimento delle Informazioni per la Sicurezza (DIS; deutsch „Abteilung für Sicherheitsinformationen“) ist eine Abteilung im Amt des italienischen Ministerpräsidenten. Es koordiniert die italienischen Nachrichtendienste.
Durch das Gesetz über die Reform der italienischen Nachrichtendienste vom 3. August 2007 übernahm diese Dienststelle die bisherigen Aufgaben des früheren Koordinierungsorganes CESIS. Das DIS entspricht in etwa der Abteilung 7 im deutschen Bundeskanzleramt.

## Aufgaben und Organisation
In Italien unterstehen dem Ministerpräsidenten die Nachrichtendienste
- Agenzia Informazioni e Sicurezza Esterna (Auslandsnachrichtendienst) und
- Agenzia Informazioni e Sicurezza Interna (Inlandsnachrichtendienst)

unmittelbar.
Der Ministerpräsident ist für die Tätigkeit der beiden Nachrichtendienste politisch verantwortlich. Nach Anhörung des interministeriellen Ausschusses für die Nachrichtendienste (Comitato interministeriale per la sicurezza della Repubblica – CISR) legt er die politischen Richtlinien für die Arbeit der Nachrichtendienste und des DIS fest, ernennt und entlässt deren Direktoren und Vizedirektoren, legt deren Haushalt fest (über den er das parlamentarische Kontrollgremium Comitato parlamentare per la sicurezza della Repubblica unterrichtet) und ist oberster Entscheidungsträger was Staatsgeheimnisse betrifft.
Er kann diese Befugnisse ganz oder teilweise an einen Minister ohne Geschäftsbereich oder an einen Staatssekretär delegieren.
Zur Koordinierung der beiden Nachrichtendienste bedient sich der Ministerpräsident oder der von ihm ernannte Delegierte des Dipartimento delle Informazioni per la Sicurezza, das zusammen mit den beiden genannten Nachrichtendiensten das so genannte „nachrichtendienstliche Sicherheitssystem der Republik“ (Sistema di informazione per la sicurezza della Repubblica) bildet. Diesem System gehört der militärische Nachrichten- und Sicherheitsdienst Centro Intelligence Interforze des italienischen Generalstabs (RIS/J2) nicht an. Der italienische Ministerpräsident legt im Bereich des militärischen Nachrichtenwesens jedoch die genaue Arbeitsteilung zwischen dem Militärnachrichtendienst und dem zivilen Auslandsnachrichtendienst fest, welcher auch allgemeine militärpolitische Themen bearbeitet.
Das Dipartimento delle Informazioni per la Sicurezza
- koordiniert die nachrichtendienstlichen Aktivitäten der beiden Dienste AISE und AISI und kontrolliert deren Ergebnisse;
- wird von den Diensten über laufende Operationen informiert und legt dem Ministerpräsidenten Meldungen und Analysen der Dienste vor;
- erhält oder sammelt neben den angeforderten und auftragsprofilbezogenen Meldungen und Analysen der Dienste auch nachrichtendienstlich relevante Informationen der Streitkräfte, der Polizeien, der staatlichen Verwaltungsbehörden, öffentlicher oder privater Forschungsstellen und bildet damit ein umfassendes Lagebild, auf dessen Grundlage Bewertungen und Vorhersagen getroffen werden;
- leitet vom Lagebild kurzfristige Auftragsprofile für die Dienste ab, die vom Ministerpräsidenten genehmigt werden;
- organisiert regelmäßige Treffen von Vertretern der Nachrichtendienste und der Polizeibehörden und stellt damit den notwendigen Informationsaustausch sicher;
- übergibt auf Anordnung des Ministerpräsidenten und nach Anhörung des interministeriellen Komitees für die Dienste (CISR) Meldungen und Analysen an andere staatliche Stellen, sofern ein berechtigtes Interesse nachgewiesen werden kann;
- entwickelt zusammen mit den Diensten Pläne für die Einstellung von Personal und damit zusammenhängende Verwendungskriterien, für die Beschaffung von Materialien und anderen nachrichtendienstlich relevanten Gegenständen und legt diese Pläne dem Ministerpräsidenten zur Genehmigung vor;
- hat die allgemeine Dienstaufsicht über die Nachrichtendienste und kann unter bestimmten Umständen nach Anordnung der Generaldirektors des DIS und nach Genehmigung des Ministerpräsidenten besondere dienstliche Vorkommnisse untersuchen, wobei die entsprechenden Inspektoren u. a. einen besonderen rechtlichen Schutz und Status genießen;
- stellt die Dienste und deren Tätigkeit in der Öffentlichkeit dar;
- verfügt über eine besondere Geheimnisschutzstelle;
- ist für die Führung des gemeinsamen Zentralarchivs der Nachrichtendienste verantwortlich;
- unterhält die gemeinsame Schule der Nachrichtendienste;

Die Leiter der beiden Nachrichtendienste haben beim Ministerpräsidenten unter besonderen Umständen ein direktes Vorspracherecht. In diesen Fällen muss der Generaldirektor des DIS unverzüglich über die Vortrags- und Gesprächsinhalte unterrichtet werden.
Von 2017 bis 2021 koordinierte das DIS über eine besondere Dienststelle (nucleo per la sicurezza cibernetica) verschiedene staatliche Organe, die im Bereich der Cyber-Sicherheit aktiv waren, und vertrat diese Organe auf internationaler Ebene. Vorübergehend war beim DIS auch das CERT Italien angesiedelt. Im Juni 2021 wurde beschlossen, diese Cyber-Sicherheitsaufgaben und die entsprechenden Organisationseinheiten in die neue Agenzia per la cybersicurezza nazionale zu überführen, die mit den Nachrichtendiensten eng zusammenarbeitet, dem „nachrichtendienstliche Sicherheitssystem der Republik“ aber nicht angehört.

## Leiter
- Giuseppe Cucchi (2007–2008)
- Giovanni De Gennaro (2008–2012)
- Giampiero Massolo (2012–2016)
- Alessandro Pansa (2016–2018)[2]
- Gennaro Vecchione (2018–2021)[2]
- Elisabetta Belloni (2021–2025)[3][4]
- Vittorio Rizzi (seit 2025)[4]

## Dienstsitz

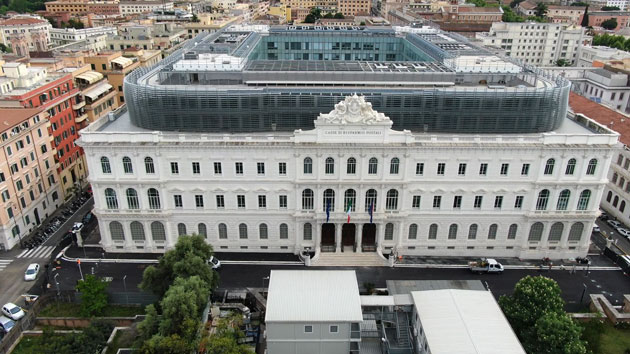
Sitz des DIS an der Piazza Dante

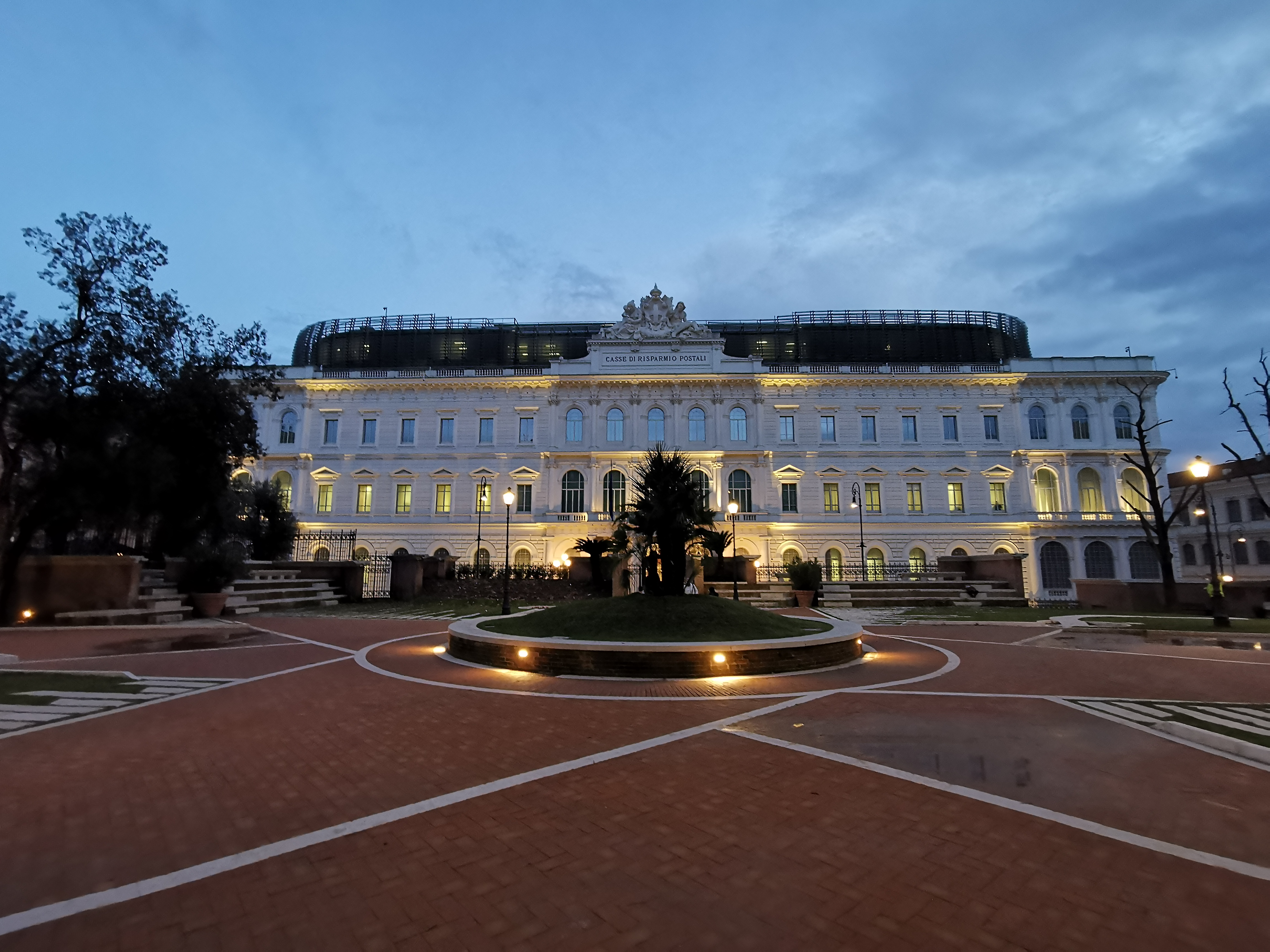
Frontfassade im Norden

Der Dienstsitz des DIS befindet sich an der Piazza Dante 25 im römischen Stadtteil Esquilino in einem Gebäude, das im Wesentlichen kurz vor dem Ersten Weltkrieg als Zentrale der 1875 gegründeten italienischen Postsparkasse errichtet wurde. Nachdem man den Palazzo delle casse di risparmio postali 2008 als Sitz des DIS und von Teilen der beiden nachgeordneten, 2007 reformierten Nachrichtendienste ausgewählt hatte, wurde er von 2012 bis 2019 für rund 90 Millionen Euro renoviert und zum Teil umgebaut. Der neoklassizistische Palazzo mit seinen neobarocken und eklektizistischen Elementen ist annähernd quadratisch, mit einer Seitenlänge von jeweils rund 100 Metern. Er besteht aus einem Tiefparterre, das an der Südseite und im ebenfalls quadratischen Innenhof ebenerdig ist, einem Hochparterre, an dessen Nordseite sich an der etwas höher gelegenen Piazza Dante der Haupteingang befindet, und aus zwei Obergeschossen, auf die in modernerer Bauweise zwei weitere Obergeschosse gebaut wurden. Unter dem Tiefparterre und dem Innenhof befindet sich ein Kellergeschoss, das an der Südseite über zwei befahrbare Rampen von den umliegenden Straßen aus erreicht werden kann. Unter der Piazza Dante wurde ein Luftschutzbunker aus der Zeit des Zweiten Weltkriegs in eine Tiefgarage umgebaut. In diesem Bereich konnte man Teile der Horti Lamiani freilegen, einer Residenz mit Gartenanlage des römischen Konsuls Lucius Aelius Lamia.
Seit Mai 2019 arbeiten in dem Gebäude über 1000 Mitarbeiter des DIS und der Nachrichtendienste AISE und AISI. Letztere haben ihre operativen zentralen Dienstsitze nicht aufgegeben. Für das Cyberabwehrzentrum des DIS und bestimmte Bereiche der Nachrichtendienste ist der unmittelbar westlich des Palazzo gelegene Fachbereich für Ingenieurinformatik der Universität La Sapienza von Bedeutung. Unmittelbar östlich befand sich schon vor dem Umbau eine Dienststelle der Carabinieri.
Seit 2021 ist nicht nur der Platz, sondern auch der DIS-Dienstsitz nach dem Dichter Dante Alighieri (1265–1321) benannt.